# Wayne Williams
Gaylon Wayne Williams (* 1. Mai 1933 in Hickman, Kentucky) ist ein US-amerikanischer Rockabilly-Musiker.

## Leben

### Kindheit und Jugend
Wayne Williams erhielt seine frühe musikalische Ausbildung als Kind von seiner Mutter und in der Kirche. Während Williams in der High School war, gründete er seine erste eigene Band und bekam eine Show auf dem lokalen Sender WFUL in Fulton, Kentucky. Nachdem er einen Schulabschluss hatte, wurde Williams in die US Army einberufen und kämpfte in Korea. Nach seiner Entlassung aus dem Militärdienst begann er, mit seinem Vater als Zimmermann zu arbeiten.

### Karriere
Seine Tätigkeit als Zimmermann dauerte aber nur einige Wochen, denn kurz danach zog Williams nach Chicago, Illinois, wo er in kleinen Clubs spielte. Schließlich ging er aber nach Jackson, Tennessee, wo er Lamar Davis traf. Davis war Produzent und förderte junge lokale Talente. Williams nahm zusammen mit den Sure Hots 1957 seine erste Single Red Hot Mama auf, die auf Williams’ eigenem Label Sure Records im Februar 1958 veröffentlicht wurde. Der Name Sure (dt. sicher) spielte darauf an, wie sicher Williams und seine Band waren, dass der Song ein Hit wurde. Aufgrund von fehlender Vermarktung verkaufte sich die Platte aber nur schlecht.
Danach zogen Williams und die Sure Hots nach Texas, wo sie abends in dem Nachtclub Rosie’s Barn in Dallas spielten. Ihre Popularität stieg schnell an und kurz danach wurden sie für das Big D Jamboree auf KRLD engagiert, wo sie die Bühne mit Stars wie Carl Mann und Carl Perkins teilten.
Mitte der 1960er-Jahre ließ Williams sich in Nashville, Tennessee, nieder, wo er als „Gaylon Wayne“ arbeitete. 1968 hielt er seine erste Session in Nashville ab, die Paper and Pen für Harvest Records produzierte. Anfang der 1970er-Jahre hatte Williams einen Vertrag mit United Artists. Auch seine späteren Songs, die er in Nashville aufnahm, zeigten einen klaren Rockabilly-Einfluss trotz der Country geprägten Nashville Atmosphäre. Ein gutes Beispiel dafür ist The High School’s on Fire.

## Diskografie
| Jahr                    | Titel                                           | Plattenfirma           |
| ----------------------- | ----------------------------------------------- | ---------------------- |
| 1958                    | Red Hot Mama / Tell Me What To Do               | Sure 1001              |
| 196?                    | Pen and Paper /?                                | Harvest                |
| 1971                    | I’ll Always Love You So / High School’s on Fire | United Artists UA52071 |
|                         | I’m Gonna Love The Devil Out of You /?          | United Artists 7172    |
| Unveröffentlichte Titel |                                                 |                        |
|                         | - I Ain’t Gonna Sing The Blues - Let Me Know    | [Status unbekannt]     |